# Becedillas
Becedillas es un municipio y localidad española de la provincia de Ávila, en la comunidad autónoma de Castilla y León. El término municipal, que incluye también el anejo de Casillas de Chicapierna, tiene una población de 69 habitantes (INE 2024). 

## Geografía
Tiene una superficie de 19,86 km². Forma parte del partido judicial de Piedrahíta.

## Demografía
Becedillas cuenta con una población de 69 habitantes (INE 2024).
| Gráfica de evolución demográfica de Becedillas entre 1842 y 2021                                                      |
| |
| Población de derecho según los censos de población del INE. Población de hecho según los censos de población del INE. |

## Patrimonio

### Iglesia parroquial de Nuestra Señora de la Asunción
De una sola nave, separada del ábside poligonal por un arco de medio punto. Posee techumbre de madera tanto en el ábside como en la nave de difícil datación por su sencillez y en el sotocoro, que según Fernández Saw Toda, podría ser del siglo XVIII.

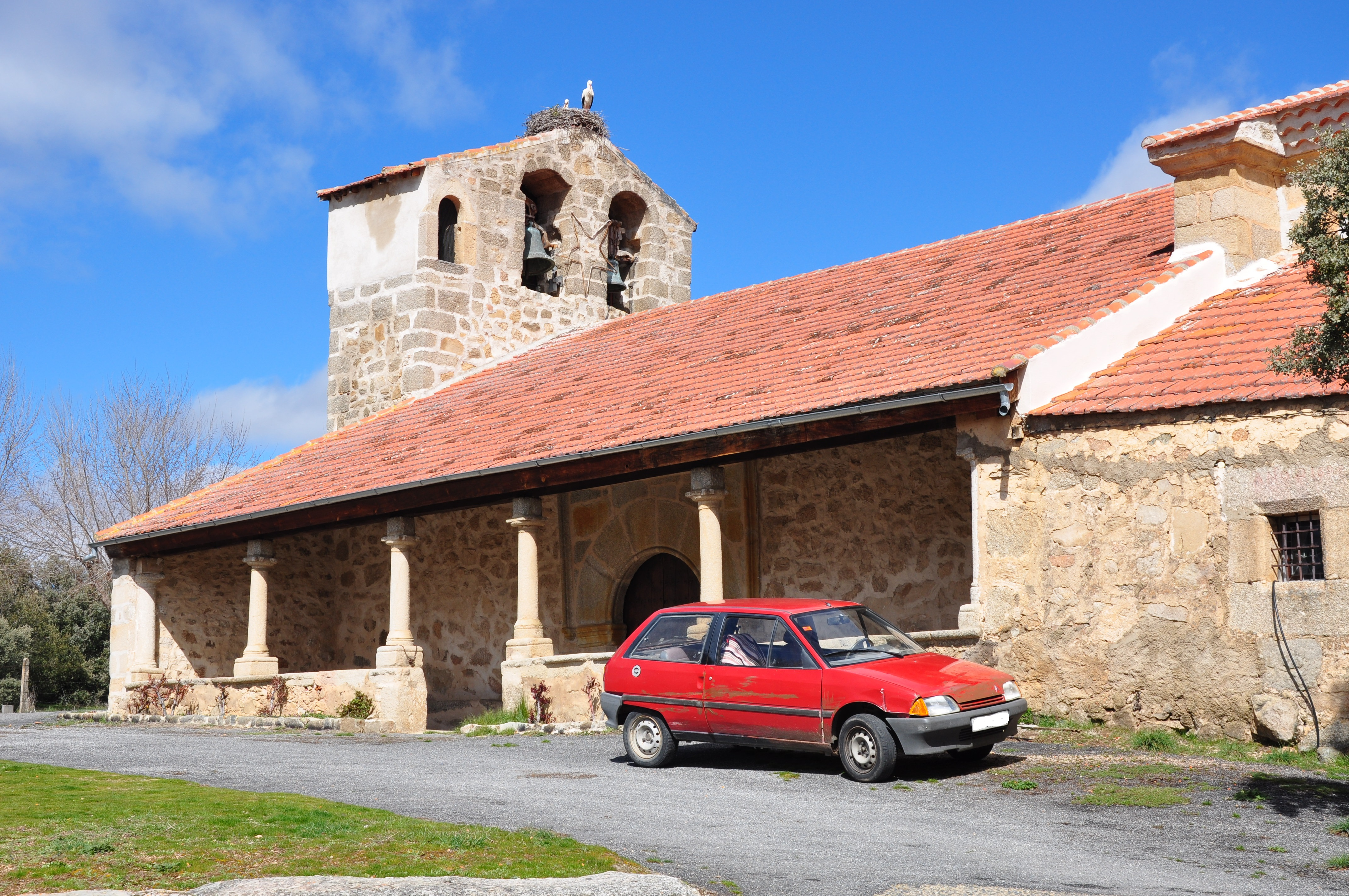
Iglesia parroquial de Nuestra Señora de la Asunción

La torre está adosada a la parte posterior, y tiene una espadaña que no está completa. Se accede al templo por un pórtico amplio.
El retablo mayor barroco fue realizado entre 1760 y 1762 por Miguel Martínez de la Quintana, artista salmantino que también trabajó en otros pueblos de la comarca como La Horcajada o Piedrahíta.
En el muro del Evangelio existe un retablo del siglo XVI, que se cree que pudo ser anteriormente el altar mayor, construido por el escultor Pedro de Salamanca, seguidor del Berruguete, en 1545, actuó como fiador Lucas Giraldo. En el segundo cuerpo, Santa Lucía, una Asunción y Santa Bárbara, cuya fiesta se celebra con gran animación a primeros de diciembre.

### Ermita de Santa Bárbara
De su interior se puede destacar el púlpito de hierro forjado.